# Plus (rede interbancária)
Plus System, Inc. (também conhecido como Visa Plus ou simplesmente Plus) é uma rede de caixas eletrônicos interligados, que fornece dinheiro para titulares dos cartões de crédito e pré-pagos Visa e cartões de débito Visa Electron, em todo o mundo.
Como subsidiária da Visa Inc., a rede Plus conecta todos os cartões de crédito, débito e pré-pagos, emitidos por vários bancos em todo o mundo com o logotipo Visa, bem como caixas eletrônicos filiados a rede.
A rede Plus começou como um consórcio formado por 34 grandes bancos norte-americanos para construir uma rede nacional de caixas eletrônicos. 
Em meados da década de 1980, com a expansão dos caixas eletrônicos, que superava as redes regionais e começaram a ir por todo o país, a gigante dos cartões de crédito Visa, procurado entrada no negócio de caixas eletrônicos, adquiriu um terço da rede Plus, em 1987. Atualmente, existem mais de 1,8 milhões de caixas eletrônicos filiados a rede Plus, em 200 países.
É a rede interbancária local mais comum no Estados Unidos, onde redes como STAR, NYCE e Pulse também competem. É também é usada no Canadá, embora seja significativamente menor do que Interac. O principal concorrente da rede Plus é a Cirrus, de propriedade da Mastercard.